# Mesoleius pictus
Mesoleius pictus là một loài tò vò trong họ Ichneumonidae.